# كورت غوتفريد
كورت غوتفريد (بالإنجليزية: Kurt Gottfried) (و. 1929 – م) هو فيزيائي، وأستاذ جامعي من الولايات المتحدة الأمريكية . ولد في فيينا .
وهو عضواً في الأكاديمية الأمريكية للفنون والعلوم .

## التعليم
تعلم في معهد ماساتشوست للتكنولوجيا

## مناصب وهيئات
أدار جامعة كورنيل.